# Ла-Робла
Ла-Робла (ісп. La Robla) — муніципалітет в Іспанії, у складі автономної спільноти Кастилія-і-Леон, у провінції Леон. Населення — 4606 осіб (2010).
Муніципалітет розташований на відстані близько 310 км на північний захід від Мадрида, 22 км на північ від Леона.
На території муніципалітету розташовані такі населені пункти: (дані про населення за 2010 рік)
- Альседо-де-Альба: 183 особи
- Бругос-де-Фенар: 126 осіб
- Канданедо-де-Фенар: 209 осіб
- Льянос-де-Альба: 433 особи
- Ольєрос-де-Альба: 62 особи
- Пуенте-де-Альба: 48 осіб
- Рабаналь-де-Фенар: 76 осіб
- Ла-Робла: 3318 осіб
- Солана-де-Фенар: 75 осіб
- Соррібос-де-Альба: 76 осіб

## Демографія
Динаміка населення (INE ):